# Conservazionismo
Il conservazionismo (o conservazione) è quella corrente di pensiero (che affonda le proprie radici nella metà del sec. XIX), che auspica il mantenimento della qualità di un determinato ambiente e delle risorse naturali, degli ecosistemi e della biodiversità a esso relazionati.

## Motivi
I conservazionisti promuovono la protezione di tutte le specie animali e vegetali tipiche di un ecosistema, e della natura in generale, aspirando quindi alla preservazione della biodiversità. Secondo alcuni il conservazionismo è parte della visione ambientalista in quanto propone la realizzazione di una società che faccia un uso rispettoso e non indiscriminato delle risorse e dell'ambiente da cui trae sostentamento, mentre altri ritengono che si distingua dall'ambientalismo sia per ideologia sia per modo d'agire. Per esempio, negli Stati Uniti il conservazionismo si differenzia dall'ambientalismo perché si pone l'obbiettivo di preservare le risorse naturali (opponendosi allo sfruttamento intensivo) senza però modificare il rapporto tra esse e l'uomo. In altre parti del mondo il termine è usato in modo più ampio per indicare la protezione della natura selvaggia sia per il suo valore inerente sia per qualunque altra utilità che possa avere per l'uomo.

## Storia del movimento conservazionista
Lo storico Richard Grove ha evidenziato come già dal 1700 alcune politiche coloniali francesi e britanniche attuate nelle zone tropicali avevano scopi conservazionistici.
Il movimento conservazionista moderno si sviluppa negli Stati Uniti alla fine del XIX secolo, sulla scia di ideologi come Henry David Thoreau, con la creazione di diverse aree protette e parchi nazionali. Sin dal loro concepimento, queste aree protette furono progettate come vaste porzioni di terra controllate dallo Stato e salvaguardate per il bene delle generazioni future, fondate sull’esclusione dei loro abitanti originari.
Il Parco nazionale di Yellowstone fu il primo parco nazionale istituito nel mondo, nel 1872, ed è attualmente l’area protetta più estesa degli Stati Uniti.
Il movimento conservazionista nord americano fu inizialmente guidato dalla figura di John Muir, fondatore dell’organizzazione ambientale statunitense Sierra Club. Elemento centrale dell’ideologia conservazionista e del relativo modello di conservazione della natura è il concetto di “wilderness”, ovvero un’idea di natura vergine, selvaggia e totalmente incontaminata dall’uomo, da mantenere tale. La conservazione di queste “terre selvagge” fu ideata non solo in funzione del loro valore biologico ma anche del valore scenico e panoramico, dunque estetico – e del conseguente uso turistico e ricreativo delle stesse.
In Germania durante il nazismo il conservazionismo era sostenuto da importanti gerarchi come Hermann Goering (nonostante fosse un cacciatore) e furono varate diverse leggi in tal senso in tutela dell'ambiente e degli animali, molte delle quali ancora in vigore con modifiche in senso democratico e moderno.
Oggi sono attive alcune grandi organizzazioni non-governative che operano in diverse regioni del mondo e che promuovono programmi di conservazione di alcune specie e la creazione di aree protette. Tra queste figurano l'Unione Internazionale per la Conservazione della Natura (IUCN), il Sierra Club, il WWF, The Nature Conservancy, la Wildlife Conservation Society e Conservation International.

## Critiche
Diverse sono le critiche mosse al movimento conservazionista e al concetto di wilderness sul quale si fonda. Queste critiche sono generalmente legate agli impatti sociali della creazione di aree protette e parchi, che includono lo sfratto e l’allontanamento delle popolazioni locali, solitamente indigene o tribali, dai loro territori. Molte delle aree protette del mondo occupano terre che non sono mai state disabitate, ma al contrario sono ambienti vissuti, gestiti e plasmati dall’uomo. L’80% della biodiversità terrestre si trova nei territori indigeni, e la stragrande maggioranza dei 200 luoghi a più alta biodiversità sono su terre indigene.

### Sfratti illegali
Il modello di conservazione che contempla la rimozione coatta dei popoli indigeni a favore della creazione di aree protette, quali parchi o riserve, si è sviluppato principalmente in Nord America, Africa e Asia. Survival International, il movimento mondiale per i diritti dei popoli indigeni, ha denunciato e documentato diversi casi sfratti illegali di popoli e comunità indigene, e la violazione dei loro diritti fondamentali, a causa di progetti di conservazione. Tra questi figurano le riserve dedicate alla conservazione della tigre in India, i parchi naturali nel Bacino del Congo, e le riserve di caccia nel deserto del Kalahari in Botswana. L’organizzazione ha riportato anche casi di abusi e torture perpetrati dai guardaparco ai danni di membri delle comunità indigene che si trovavano all’interno delle aree protette.
La Relatrice Speciale delle Nazioni Unite sui Diritti dei Popoli Indigeni Victoria Tauli-Corpuz nel luglio 2016 ha pubblicato un report speciale in merito alle frequenti violazioni dei diritti dei popoli indigeni associate alla conservazione; nel report la Relatrice Speciale analizza gli impatti degli sfratti forzati, come la perdita di mezzi di sussistenza, e sostiene la necessità di un cambio di paradigma. Al contempo le prove dimostrano che, laddove vivono i popoli indigeni, il livello di biodiversità è maggiore, e diversi studi provano il ruolo fondamentale che questi popoli giocano contro la deforestazione e gli incendi forestali.
Il giornalista e autore Mark Dowie ha definito “rifugiati della conservazione” coloro che “sono sfrattati dalle loro terre involontariamente, con la forza o con una serie di altre misure meno coercitive” per la conservazione della terra e della fauna selvatica.

### Militarizzazione
Survival International ha denunciato inoltre la crescente militarizzazione della conservazione della natura, che prevede lo schieramento di guardaparco armati e l’impiego di politiche dello sparare a vista per contrastare il bracconaggio e il traffico illegale di specie all’interno delle aree protette. Secondo Survival, sparare a vista rende possibili le esecuzioni extragiudiziali, ovvero senza regolare arresto o processo, di chiunque si trovi all’interno di un’area protetta e sia sospettato di bracconaggio. Queste esecuzioni sono in netta violazione del diritto alla vita, e della legge internazionale che vieta le uccisioni arbitrarie e limita l’uso legittimo della forza letale intenzionale a situazioni eccezionali. Nel febbraio 2017, un’inchiesta della BBC sul Parco Nazionale di Kaziranga, nello stato di Assam in India, ha confermato che sparare a vista ha comportato il ferimento o l’uccisione di persone innocenti – spesso indigene – da parte dei guardaparco armati.